# Scapheremaeus sinuosus
Scapheremaeus sinuosus är en kvalsterart som beskrevs av Aoki 1964. Scapheremaeus sinuosus ingår i släktet Scapheremaeus och familjen Cymbaeremaeidae. Inga underarter finns listade i Catalogue of Life.